# Leonarda Cianciulli
Leonarda Cianciulli (Montella, 18 de abril de 1894 — Pozzuoli, 15 de outubro de 1970) foi uma assassina em série italiana. Mais conhecida como "A Fabricante de Sabão de Correggio" (em italiano: la Saponificatrice di Correggio), ela assassinou três mulheres na cidade de Correggio, Reggio Emilia, entre 1939 e 1940, e transformou seus corpos em sabonetes e bolos.

## Vida pregressa
Leonarda Cianciulli nasceu em Montella, Avellino. Ainda jovem, tentou suicídio duas vezes. Em 1917, Leonarda casou-se com um funcionário de cartório, Raffaele Pansardi. Seus pais não aprovaram o casamento, pois planejavam casá-la com outro homem. Leonarda afirmou que nesta ocasião sua mãe os amaldiçoou. Em 1921, o casal mudou-se para a cidade natal de Pansardi, Lauria, Potenza, onde Cianciulli foi condenada e presa por fraude em 1927. Quando libertados, o casal se mudou para Lacedonia, Avellino. Depois que sua casa foi destruída no terremoto de Irpinia em 1930, eles se mudaram mais uma vez para Correggio, Reggio Emilia, onde Cianciulli abriu uma pequena loja. Ela era muito popular e respeitada dentro de seu bairro.
Leonarda teve dezessete gestações durante o casamento, mas perdeu três dos filhos por aborto. Mais dez morreram na juventude. Consequentemente, ela era fortemente protetora dos quatro filhos sobreviventes. Seus medos foram alimentados por um aviso que recebera há algum tempo de uma cartomante, que disse que se casaria e teria filhos, mas que todas as crianças morreriam jovens. Segundo informações, Cianciulli também visitou um cigano, que praticava leitura de palma da mão, e lhe disse: "Na sua mão direita eu vejo prisão, à sua esquerda um asilo criminal".

## Assassinatos
Em 1939, Cianciulli soube que seu filho mais velho e favorito, Giuseppe, iria se juntar ao exército italiano em preparação para a Segunda Guerra Mundial. Ela estava determinada a protegê-lo a todo custo, e chegou à conclusão de que sua segurança exigia sacrifícios humanos. Cianciulli fez de suas vítimas em três mulheres de meia idade, todas vizinhas. De acordo com o memorial de Cianciulli, sua mãe havia pronunciado uma maldição no leito da morte que lhe desejava uma vida cheia de sofrimento. 
Cianciulli teve o cuidado de escolher três mulheres solteiras, sem parentes próximos e economias substanciais em dinheiro, mas ninguém podia acreditar que a esposa de um funcionário de cartorio, com 1,50 metros de altura e 50 quilos pudesse ter cometido assassinato três vezes.

### Faustina Setti
A primeira das vítimas de Leonarda, Faustina Setti, foi uma solteirona ao longo da vida que procurou ajuda para encontrar um marido. Cianciulli contou a ela sobre um parceiro adequado em Pola, mas pediu que ela não dissesse a ninguém as notícias. Ela também convenceu Setti a escrever cartas e cartões postais para parentes e amigos. Eles deveriam ser enviados quando ela chegasse a Pola, para dizer que estava tudo bem. Preparando-se para sua partida, Setti veio visitar Cianciulli uma última vez. Cianciulli ofereceu a Setti um copo de vinho com drogas, depois a matou com um machado e arrastou o corpo para um armário. Lá ela cortou em nove partes, coletando o sangue em uma bacia. Cianciulli descreveu o que aconteceu a seguir em sua declaração oficial: 
Joguei os pedaços em uma panela, adicionei sete quilos de soda cáustica, que eu havia comprado para fazer sabão, e agitei a mistura até que os pedaços se dissolvessem em um espeto grosso e escuro que eu coloquei em vários baldes e esvaziei em uma fossa séptica próxima. Quanto ao sangue na bacia, esperei até ele coagular, secar no forno, moer e misturar com farinha, açúcar, chocolate, leite e ovos, além de um pouco de margarina, amassando todos os ingredientes. Fiz muitos bolos (teacakes) crocantes e servi-os às mulheres que vieram nos visitar, embora Giuseppe e eu também os comêssemos.
Algumas fontes também registram que Leonarda aparentemente recebeu as economias de Setti, 30 000 liras, como pagamento por seus serviços.

### Francesca Soavi
Francesca Soavi foi a segunda vítima. Cianciulli alegou ter encontrado um emprego para ela em uma escola para meninas em Piacenza. Como Setti, Soavi foi persuadida a escrever cartões postais para serem enviados a amigos, desta vez de Correggio, detalhando seus planos. Também como Setti, Soavi veio visitar Cianciulli antes de sua partida. Ela também recebeu vinho com drogas e depois foi morta com um machado. O assassinato ocorreu em 5 de setembro de 1940. O corpo de Soavi recebeu o mesmo tratamento que o de Setti, e diz-se que Cianciulli obteve 3 000 liras de sua segunda vítima. 

### Virginia Cacioppo
A terceira e última vítima de Cianciulli foi Virginia Cacioppo, uma ex-soprano que cantou no La Scala. Para ela, Cianciulli afirmou ter encontrado trabalho como secretária de um empresário misterioso em Florença. Como com as outras duas mulheres, ela foi instruída a não contar a uma única pessoa para onde estava indo. Cacioppo concordou e, em 30 de setembro de 1940, veio fazer uma última visita a Cianciulli. O padrão para o assassinato era o mesmo dos dois primeiros. No entanto, ao contrário das duas primeiras vítimas, o corpo de Cacioppo foi derretido para fazer sabão. De acordo com a declaração de Cianciulli: 
Ela acabou no pote, como as outras duas... sua carne estava gordurosa e branca, quando derreteu, adicionei uma garrafa de colônia e, depois de muito tempo fervendo, consegui fazer um sabão mais aceitável. Dei barras a vizinhos e conhecidos. Os bolos também eram melhores: aquela mulher era realmente doce.
De Cacioppo, Cianciulli teria recebido 50 000 liras, jóias sortidas e títulos públicos. Ela até vendeu todas as roupas e sapatos das vítimas.

## Descoberta e julgamento
A irmã de Cacioppo suspeitou do seu súbito desaparecimento e a vira pela última vez entrando na casa de Cianciulli. Ela relatou seus medos ao superintendente da polícia em Reggio Emilia, que abriu uma investigação e logo prendeu Cianciulli. Cianciulli não confessou os assassinatos até acreditarem que seu filho, Giuseppe Pansardi, estava envolvido no crime. Ela confessou os assassinatos, fornecendo relatos detalhados do que havia feito para salvar seu filho de qualquer culpa. Cianciulli em frente ao comissário mostra-se muito reticente e revelou os detalhes um pouco de cada vez: Confessou o assassinato de Cacioppo, que destruiu o seu cadáver por saponificação e atirou seus restos no canal Correggio, depois confessou, somente após longos interrogatórios, de ter matado as outras duas vítimas. Na frente do policial, que perguntou o que havia acontecido com as três mulheres, ela respondeu: "Bem, eu como meus amigos, se eles também querem ser comidos, estou pronta para devorá-los [...], eu comi as desaparecidas, uma assada, outra estufada, outra cozida".
Depois de ouvir sua completa confissão, o julgamento começa em 12 de junho de 1946 em Reggio Emilia, no qual surge um ponto interessante de debate: enquanto a promotoria afirma, de fato, que Leonarda agiu por pura ganância pelo dinheiro de suas três vítimas, ela teimosamente justifica seus assassinatos como uma homenagem a sangue devido à memória de sua mãe morta, que lhe teria aparecido em um sonho ameaçando tirar a vida de seus filhos, se em troca ela não tivesse derramado sangue fresco e inocente. Diz-se que, durante o julgamento, Leonarda teria sido (secretamente) levada para o necrotério onde, para provar que agia sozinha, com a ajuda de serras e facas, seria capaz de cortar um cadáver em apenas doze minutos, pois duvidava-se dessa capacidade, já que ela era pequena. 
Em 20 de julho de 1946, Cianciulli foi considerada culpada dos três assassinatos, do roubo das propriedades das vítimas e do desprezo dos cadáveres e, portanto, foi condenada à hospitalização por pelo menos três anos em asilo criminal e trinta anos na prisão. Os anos da sentença foram reduzidos a vinte e quatro devido à sua semi-enfermidade mental, mas depois restaurados para trinta pela continuidade do crime; além disso, a jurisprudência da época também negava a premeditação, por considerá-la incompatível com a semi-enfermidade. Cianciulli foi declarada culpada, portanto, de triplo homicídio, destruição de cadáver por saponificação e roubo agravado, com a pena de 15 000 liras.
Cianciulli morreu de apoplexia cerebral no asilo criminal feminino em Pozzuoli em 15 de outubro de 1970. Vários artefatos do caso, incluindo a panela em que as vítimas foram fervidas, o martelo, a serra, a faca de cozinha, os machados, o cutelo e o tripé, que foram os instrumentos de morte usados por Leonarda, estão em exibição no Museu Criminológico de Roma desde 1949. Enterrada no cemitério de Pozzuoli em uma tumba para pessoas pobres, no final do período de sepultamento, em 1975, ninguém reivindicou seu corpo e os restos acabaram no ossário comum do cemitério da cidade. 